# Don Donaghy
Don Donaghy celým jménem Leonard Donald Donaghy (2. listopadu 1936 Pensylvánie – 23. července 2008) byl americký fotograf, člen Newyorské školy fotografie, jejímiž členy byli i Robert Frank, Louis Faurer a Bruce Davidson.

## Životopis
Vystudoval na Univerzitě umění ve Filadelfii, poté se začal ve Filadelfii a New Yorku věnovat pouliční fotografii. Používal fotoaparát značky Leica s objektivem 35mm. Jeho první výstava Two Young Philadelphians: Don Donaghy & George Krause se konala v roce 1962 a jeho první publikace byla vytvořena přepracováním této výstavy a vydalo ji nakladatelství Contemporary Photographer na podzim roku 1962 pod stejným titulem jako výstava.
Mezníková výstava a publikace The New York School, Photographs 1936-63 od Jane Livingstonové, obsahuje výběr jeho fotografií. Donaghy je také zmíněn v díle historika Gillese Mora The Last Photographic Heroes: American Photographers of the Sixties and Seventies.
Kromě fotografování pracoval ještě jako filmový editor a kameraman. Když žil v Boulderu, byl také stavebním mistrem.
Je řazen k takzvané Newyorské škole fotografie, která s oblibou od 30. do 70. let dvacátého století využívala různé druhy neostrosti. Nebyla to instituce v pravém slova smyslu, ale šestnáct autorů (narozených od 1898-1934) žijících a tvořících v New York City. Jednalo se o fotografy, jejichž jména jsou dnes již legendami: Diane Arbusová, Alexey Brodovitch, Ted Croner, Bruce Davidson, Robert Frank, Louis Faurer, Richard Avedon, Sid Grossmann, William Klein, Saul Liter, Leon Levinstein, Helen Levitt, Lisette Model, David Vestal a Weegee.
Zemřel 23. července 2008 ve svých 71 letech.

## Publikace s příspěvky Donaghyho
- LIVINGSTONE, Jane. The New York School : photographs, 1936-1963. [s.l.]: [s.n.] ISBN 978-1-55670-239-6.
- MORA, Gilles. The last photographic heroes : American photographers of the sixties and seventies. [s.l.]: Abrams, 2007. Dostupné online. ISBN 978-0-8109-9374-7.

## Výstavy
- Three Photographers: Nicholas Dean, Bill Hanson, Don Donaghy (Rochester, New York, 21. srpna až 21. října 1963)[4]
- Photography 63/An International Exhibition (Syracuse New York, Rochester New York and Fort Wayne Indiana, srpen 1963 až únor 1964)[4]
- Six Photographers I (Contemporary Photographers I) (Rochester New York, 1964)[4]
- Photographs Do Not Bend Past Show Listing[5]
- Gallery Sink, Previous Exhibitions[6]
- Hemphill Fine Arts Exhibition Archive (2006 show s Benjaminem Abramowitzem a Williamem Christenberrym)
- Yancey Richardson Gallery - Past Exhibitions, 2006[7]
- Chance Encounters: Photographs from the Collection of Norman Carr and Carolyn Kinder Carr (Corcoran Gallery of Art, 2008)
- Street Seen: The Psychological Gesture in American Photography, 1940–1959, Milwaukee Art Museum, 2010[8]

## Sbírky
- Corcoran Gallery of Art
- Muzeum moderního umění
- George Eastman House
- New York Public Library
- Hallmark Photographic Collection
- Metropolitní muzeum umění
- San Francisco Museum of Modern Art
- Museum of Fine Arts, Houston
- Smithsonian American Art Museum